# Jimmy Boyd
Jimmy Devon Boyd (McComb, 9 gennaio 1939 – Santa Monica, 7 marzo 2009) è stato un attore e cantante statunitense.
Come cantante è noto in particolare per il brano I Saw Mommy Kissing Santa Claus, cantata quando aveva tredici anni, nel 1952 (Columbia Records).
È stato sposato con l'attrice Yvonne Craig dal 1960 al 1962.

## Filmografia parziale

### Cinema
- Racing Blood, regia di Wesley Barry (1954)
- Lo sciopero delle mogli (The Second Greatest Sex), regia di George Marshall (1955)
- I perduti dell'isola degli squali (Platinum High School), regia di Charles F. Haas (1960)
- ...e l'uomo creò Satana (Inherit the Wind), regia di Stanley Kramer (1960)
- In due è un'altra cosa (High Time), regia di Blake Edwards (1960)
- Norwood, regia di Jack Haley Jr. (1970)
- Arizona campo 4 (Mean Dog Blues), regia di Mel Stuart (1978)
- Brainstorm - Generazione elettronica (Brainstorm), regia di Douglas Trumbull (1983)

### Televisione
- The United States Steel Hour – serie TV, 2 episodi (1956-1957)
- Date with the Angels – serie TV, 3 episodi (1957-1958)
- Bachelor Father – serie TV, 38 episodi (1958-1962)
- Broadside – serie TV, 32 episodi (1964-1965)